# La plaga
La plaga è  un film del 2013 diretto da Neus Ballús.